# Beata Kozidrak
Beata Elżbieta Kozidrak (Lublino, 4 maggio 1960) è una cantante polacca nonché vocalista del gruppo Bajm.
La sua carriera iniziò nel 1978 nel festival dei giovani talenti a Opole cantando la canzone Piechotą do lata conquistando il secondo posto. Nel suo conto ha molti dischi incisi col suo gruppo e da solista. Beata, col gruppo, ha avuto moltissimi concerti in Polonia e all'estero, tra i quali USA, Canada, Australia, ex URSS, Bulgaria, Ungheria, Italia, Germania e addirittura in Vietnam.

## Discografia da solista
- 1998 - Beata
- 2005 - Teraz płynę